# Силы сторон в стратегической оборонительной операции в Заполярье и Карелии
Силы противников в Стратегической оборонительной операции в Заполярье и Карелии

## СССР
Из состава советских вооружённых сил в операции принимало 358 390 человек 
Данные приведены в соответствии со Справочником боевого состава Советской Армии 1941—1945 годов.

### Северный фронт
Принимал участие в операции до 27 августа 1941 года, после чего был разделён на Карельский фронт и Ленинградский фронт, каждый из которых также принимал участие в операции.  Не приведены соединения, находящиеся в составе соединений, но не принимавшие участия в операции.
| Соединения и части в непосредственном фронтовом подчинении Северного фронта | Соединения и части в непосредственном фронтовом подчинении Северного фронта | Соединения и части в непосредственном фронтовом подчинении Северного фронта                                                     | Соединения и части в непосредственном фронтовом подчинении Северного фронта | Соединения и части в непосредственном фронтовом подчинении Северного фронта | Соединения и части в непосредственном фронтовом подчинении Северного фронта |
| Дата                                                                        | Пехота                                                                      | Артиллерия | Механизированные                                                            | Авиация                                                                     | Инженерные                                                                  |
| --------------------------------------------------------------------------- | --------------------------------------------------------------------------- | --- | --------------------------------------------------------------------------- | --------------------------------------------------------------------------- | --------------------------------------------------------------------------- |
| 1 июля 1941 года                                                            | 22-й укреплённый район                                                      | 573, 519, 541, 577 артиллерийские полки, 20, 47 миномётные батальоны, 2 корпус ПВО, Выборгский, Свирский, Мурманский районы ПВО | -                                                                           | 41 бомбардировочная, 1, 5, 55 смешанные авиадивизии, 116 разведэскадрилья   | 6 понтонно-мостовой, 12, 29 инженерные полки                                |
| 10 июля 1941 года                                                           | 22-й укреплённый район                                                      | 541, 577 артиллерийские полки, 2 корпус ПВО, Выборгский, Свирский, Мурманский районы ПВО                                        | -                                                                           | 7 корпус ПВО, 1, 55 смешанные авиадивизии, 116, 117, разведэскадрильи       | -                                                                           |
| 1 августа 1941 года                                                         | 265, 272 стрелковые дивизии, 22-й укреплённый район                         | 2 корпус ПВО, Выборгский, Свирский районы ПВО                                                                                   | -                                                                           | 7 корпус ПВО, 41 авиадивизия                                                | -                                                                           |

### Карельский фронт
Принимал участие в операции с 27 августа 1941 года
| Соединения и части в непосредственном фронтовом подчинении Карельского фронта | Соединения и части в непосредственном фронтовом подчинении Карельского фронта | Соединения и части в непосредственном фронтовом подчинении Карельского фронта | Соединения и части в непосредственном фронтовом подчинении Карельского фронта | Соединения и части в непосредственном фронтовом подчинении Карельского фронта | Соединения и части в непосредственном фронтовом подчинении Карельского фронта |
| Дата                                                                          | Пехота                                                                        | Артиллерия                                                                    | Механизированные                                                              | Авиация                                                                       | Инженерные                                                                    |
| ----------------------------------------------------------------------------- | ----------------------------------------------------------------------------- | ----------------------------------------------------------------------------- | ----------------------------------------------------------------------------- | ----------------------------------------------------------------------------- | ----------------------------------------------------------------------------- |
| 1 сентября 1941 года                                                          | -                                                                             | 208 зенитный дивизион                                                         | -                                                                             | -                                                                             | -                                                                             |
| 1 октября 1941 года                                                           | -                                                                             | Петрозаводский район ПВО                                                      | -                                                                             | 55 смешанная авиадивизия                                                      | 19 инженерный батальон                                                        |

### Ленинградский фронт
Принимал участие в операции с 27 августа 1941 года. Не приведены соединения, находящиеся в составе соединений, но не принимавшие участия в операции.
| Соединения и части в непосредственном фронтовом подчинении Ленинградского фронта | Соединения и части в непосредственном фронтовом подчинении Ленинградского фронта | Соединения и части в непосредственном фронтовом подчинении Ленинградского фронта | Соединения и части в непосредственном фронтовом подчинении Ленинградского фронта | Соединения и части в непосредственном фронтовом подчинении Ленинградского фронта            | Соединения и части в непосредственном фронтовом подчинении Ленинградского фронта |
| Дата                                                                             | Пехота                                                                           | Артиллерия                                                                       | Механизированные                                                                 | Авиация                                                                                     | Инженерные                                                                       |
| -------------------------------------------------------------------------------- | -------------------------------------------------------------------------------- | -------------------------------------------------------------------------------- | -------------------------------------------------------------------------------- | ------------------------------------------------------------------------------------------- | -------------------------------------------------------------------------------- |
| 1 сентября 1941 года                                                             | 115 стрелковая дивизия, 22 укрепрайон                                            | 20 миномётный батальон, 2 корпус ПВО, Свирский район ПВО, 27 зенитный дивизион   | 48 танковый батальон                                                             | 7 корпус ПВО                                                                                | 53, 54 инженерные батальоны, 21 понтонно-мостовой батальон                       |
| 1 октября 1941 года                                                              | -                                                                                | 1 артиллерийский полк, Свирский и Ладожский районы ПВО                           | танковый батальон без номера                                                     | 7 корпус ПВО, 65 штурмовой полк, 116 разведэскадрилья, 19, 42, 50, 101 корпусные эскадрильи | 53, 54 инженерные батальоны, 21 понтонно-мостовой батальон                       |

### 7-я армия
7-я армия принимала участие во всей операции, с 25 сентября 1941 года являясь отдельной, не входя в состав того или иного фронта.
| Соединения и части в подчинении 7-й армии | Соединения и части в подчинении 7-й армии | Соединения и части в подчинении 7-й армии                                                                          | Соединения и части в подчинении 7-й армии    | Соединения и части в подчинении 7-й армии | Соединения и части в подчинении 7-й армии                   |
| Дата                                      | Пехота | Артиллерия | Механизированные                             | Авиация                                   | Инженерные                                                  |
| ----------------------------------------- | --- | --- | -------------------------------------------- | ----------------------------------------- | ----------------------------------------------------------- |
| 1 июля 1941 года                          | 54, 71, 168 стрелковые дивизии, 26 укрепрайон | Петрозаводский район ПВО                                                                                           | -                                            | -                                         | 184 сапёрный батальон                                       |
| 10 июля 1941 года                         | 54, 71, 168 стрелковые дивизии, 26 укрепрайон | 47 миномётный батальон, Петрозаводский район ПВО                                                                   | -                                            | 55 смешанная авиационная дивизия          | 18 инженерный, 184 сапёрный батальон                        |
| 1 августа 1941 года                       | 54, 71 стрелковые дивизии, 3 стрелковая ополчения, 3 бригада морской пехоты, 9, 24, 452 мотострелковые полки | 108 артиллерийский полк, 47 миномётный батальон, Петрозаводский район ПВО                                          | 2 танковый, 7 мотоциклетный полки            | 55 смешанная авиационная дивизия          | 18 инженерный батальон                                      |
| 1 сентября 1941 года                      | 54, 71, 272 стрелковые дивизии, Группа войск Петрозаводского направления: 9, 24 мотострелковые полки, Группа войск Южного направления: 3 стрелковая ополчения, Ребольская дивизия, 3 бригада морской пехоты, 719 стрелковый, 452 мотострелковые полки | отдельный армейский артиллерийский дивизион, Петрозаводский район ПВО                                              | 51, 106 танковые батальоны, 44 бронедивизион | 55 смешанная авиационная дивизия          | 18 инженерный, 184 сапёрный, 40 понтонно-мостовой батальоны |
| 1 октября 1941 года                       | 37, 71, 272, 313 стрелковые дивизии, 1, 2 стрелковые бригады, Южная оперативная группа: 21, 49, 67, 114, 314 стрелковые дивизии, 3 бригада морской пехоты,                                                                                            | 514 полк ПТО, 4 гвардейский миномётный дивизион, отдельный армейский артиллерийский дивизион, 48 зенитный дивизион | 51, 106 танковые батальоны, 44 бронедивизион | -                                         | 18 инженерный, 184 сапёрный, 40 понтонно-мостовой батальоны |

### 14-я армия
14-я армия принимала участие во всей операции
| Соединения и части в подчинении 14-й армии | Соединения и части в подчинении 14-й армии | Соединения и части в подчинении 14-й армии                           | Соединения и части в подчинении 14-й армии | Соединения и части в подчинении 14-й армии | Соединения и части в подчинении 14-й армии |
| Дата                                       | Пехота | Артиллерия                                                           | Механизированные                           | Авиация                                    | Инженерные                                 |
| ------------------------------------------ | --- | -------------------------------------------------------------------- | ------------------------------------------ | ------------------------------------------ | ------------------------------------------ |
| 1 июля 1941 года                           | 42 стрелковый корпус, 14, 52, 104, 122 стрелковые дивизии, 23 укрепрайон | 104 артиллерийский полк, 208 зенитный дивизион                       | 1 танковая дивизия                         | 1 авиадивизия, 42 эскадрилья               | 31 сапёрный батальон                       |
| 10 июля 1941 года                          | 42 стрелковый корпус, 14, 52, 104, 122 стрелковые дивизии, 23 укрепрайон | 104 артиллерийский полк, 208 зенитный дивизион                       | 1 танковая дивизия                         | -                                          | 19 инженерный, 31 сапёрный батальоны       |
| 1 августа 1941 года                        | 42 стрелковый корпус, 14, 52, 104, 122 стрелковые дивизии, 23 укрепрайон, 1 мотострелковый полк                                                                                       | 104 артиллерийский полк, 208 зенитный дивизион, Мурманский район ПВО | танковый батальон без номера               | 1 авиадивизия                              | 31 сапёрный батальоны                      |
| 1 сентября 1941 года                       | 42 стрелковый корпус, 14, 52, 88, 104, 122 стрелковые дивизии, Мурманская стрелковая бригада, 23 укрепрайон, 1 мотострелковый полк                                                    | 104 артиллерийский полк, Мурманский район ПВО                        | 107 танковый батальон                      | 1 авиадивизия, 118 разведэскадрилья        | 19 инженерный, 31, 116 сапёрные батальоны  |
| 1 октября 1941 года                        | 42 стрелковый корпус, 104, 122 стрелковые дивизии, 1 мотострелковый полк, 23 укрепрайон; Мурманская оперативная группа: 14, 52, 186 стрелковые дивизии, Мурманская стрелковая бригада | 104 артиллерийский полк, 208 зенитный дивизион, Мурманский район ПВО | 107 танковый батальон                      | 1 авиадивизия                              | 31, 116 сапёрные батальоны                 |

### 23-я армия
23-я армия принимала участие во всей операции
| Соединения и части в подчинении 23-й армии | Соединения и части в подчинении 23-й армии                                                                         | Соединения и части в подчинении 23-й армии                                                     | Соединения и части в подчинении 23-й армии                                      | Соединения и части в подчинении 23-й армии     | Соединения и части в подчинении 23-й армии                          |
| Дата                                       | Пехота | Артиллерия                                                                                     | Механизированные                                                                | Авиация                                        | Инженерные                                                          |
| ------------------------------------------ | --- | ---------------------------------------------------------------------------------------------- | ------------------------------------------------------------------------------- | ---------------------------------------------- | ------------------------------------------------------------------- |
| 1 июля 1941 года                           | 19, 50 стрелковые корпуса, 43, 115, 123, 142 стрелковые дивизии, 27, 28 укрепрайоны                                | 24, 28, 43, 101, 108 артиллерийские полки, 27, 241, 485 зенитные дивизионы                     | 10 мехкорпус: 21, 24 танковые, 198 моторизованная дивизии, 7 мотоциклетный полк | 15 и 19 корпусные эскадрильи                   | 109 инженерный, 40, 41 понтонно-мостовые батальоны                  |
| 10 июля 1941 года                          | 19, 50 стрелковые корпуса, 43, 115, 123, 142 стрелковые дивизии, 27, 28 укрепрайоны                                | 24, 28, 101, 108 артиллерийские полки, 20 миномётный батальон, 27, 241, 485 зенитные дивизионы | 198 моторизованная дивизия, танковый батальон                                   | 5 авиадивизия                                  | 54 инженерный, 40, 41 понтонно-мостовые батальоны                   |
| 1 августа 1941 года                        | 19 стрелковый корпус, 43, 115, 123, 142, 168 стрелковые дивизии, 367 стрелковый полк, 27, 28 укрепрайоны           | 24, 28, 101, 577 артиллерийские полки, 20 миномётный батальон, 27, 241, 485 зенитные дивизионы | 198 моторизованная дивизия                                                      | 5 авиадивизия                                  | 53, 54 инженерные, 40, 41 понтонно-мостовые, 234 сапёрный батальоны |
| 1 сентября 1941 года                       | 19 стрелковый корпус, 43, 123, 142, 265, 291 стрелковые дивизии, 708 стрелковый полк                               | 28, 577 артиллерийские полки, 241, 485 зенитные дивизионы                                      | 198 моторизованная дивизия (без артполка)                                       | 7, 153 истребительные, 235 штурмовой авиаполки | 41 понтонно-мостовой, 234 сапёрный батальоны                        |
| 1 октября 1941 года                        | 43, 123, 142, 198, 265, 291 стрелковые дивизии, Отдельная стрелковая бригада пограничных войск НКВД, 22 укрепрайон | 577 артиллерийский полк, Выборгский район ПВО, 241, 241, 485 зенитные дивизионы                | 48, 106 танковые батальоны                                                      | 5 авиадивизия, 117 разведэскадрилья            | 234 сапёрный батальон                                               |

### Кемская оперативная группа
Кемская оперативная группа принимала участие в операции с момента формирования 12 сентября 1941 года
| Соединения и части в подчинении Кемской оперативной группы | Соединения и части в подчинении Кемской оперативной группы | Соединения и части в подчинении Кемской оперативной группы | Соединения и части в подчинении Кемской оперативной группы | Соединения и части в подчинении Кемской оперативной группы | Соединения и части в подчинении Кемской оперативной группы |
| Дата                                                       | Пехота                                                     | Артиллерия                                                 | Механизированные                                           | Авиация                                                    | Инженерные                                                 |
| ---------------------------------------------------------- | ---------------------------------------------------------- | ---------------------------------------------------------- | ---------------------------------------------------------- | ---------------------------------------------------------- | ---------------------------------------------------------- |
| 1 октября 1941 года                                        | 27, 54, 88 стрелковые дивизии, 5 бригада морской пехоты*   | -                                                          | -                                                          | -                                                          | -                                                          |

- 5-я бригада морской пехоты числится в Справочнике боевого состава. Однако более или менее близко была только 5-я бригада морской пехоты Балтийского флота, которая действовала южнее Ленинграда. Вероятно речь идёт о части (или полного состава) 5-й Мурманской стрелковой бригады, которая как раз действовала в районе Лоухи. Но при этом она же, в соответствии со Справочником боевого состава под названием Мурманская (номер 5 бригадой был получен 5 октября) числится в составе 14-й армии. Возможно это опечатка, или же действительно были созданы две Мурманские стрелковые бригады, о чём сведений не удалось обнаружить

### Военно-воздушные силы СССР
Количество самолётов и части, принимавшие участие в операции, приведены по состоянию на 1 июня 1941 года. Выбор приведённых соединений обусловлен местом их дислокации. Состав и количество в течение операции менялись. Авиационную поддержку оказывали также авиационные части ВВС Балтийского флота, приблизительный перечень которых можно посмотреть здесь и авиационные части ВВС Северного флота (здесь)
| Соединенияи и количественный состав ВВС РККА | Соединенияи и количественный состав ВВС РККА       | Соединенияи и количественный состав ВВС РККА | Соединенияи и количественный состав ВВС РККА | Соединенияи и количественный состав ВВС РККА |
| В составе соединения                         | Часть                                              | Место базирования                            | Вооружение                                   | Количество                                   |
| -------------------------------------------- | -------------------------------------------------- | -------------------------------------------- | -------------------------------------------- | -------------------------------------------- |
| 1-я смешанная авиационная дивизия            | 137-й ближнебомбардировочный авиационный полк      | Африканда                                    | СБ                                           | 35                                           |
| 1-я смешанная авиационная дивизия            | 10-й бомбардировочный авиационный полк             | Сиверская                                    | СБ                                           | 50                                           |
| 1-я смешанная авиационная дивизия            | 145-й истребительный авиационный полк              | Шонгуй                                       | И-16                                         | 56                                           |
| 1-я смешанная авиационная дивизия            | 147-й истребительный авиационный полк              | Мурмаши, Шонгуй, Африканда                   | И-153                                        | 53                                           |
| 5-я смешанная авиационная дивизия            | управление дивизии                                 | Выборг                                       | И-16, И-153                                  | 2                                            |
| 5-я смешанная авиационная дивизия            | 7-й истребительный авиационный полк                | Сууормериоки, Маисниеми                      | И-16, И-153, МиГ-3                           | 68 и 60 (осваивались)                        |
| 5-я смешанная авиационная дивизия            | 153-й истребительный авиационный полк              | Кексгольм                                    | И-153, И-16                                  | 61 и 12                                      |
| 41-я бомбардировочная авиационная дивизия    | управление дивизии                                 | Красногвардейск                              | СБ                                           | 1                                            |
| 41-я бомбардировочная авиационная дивизия    | 201-й скоростной бомбардировочный авиационный полк | Красногвардейск, Сиворицы                    | СБ                                           | 18                                           |
| 41-я бомбардировочная авиационная дивизия    | 202-й скоростной бомбардировочный авиационный полк | Касколовка, Керстово                         | СБ                                           | 13                                           |
| 55-я смешанная авиационная дивизия           | 72-й бомбардировочный авиационный полк             | Бесовец                                      | СБ, Пе-2                                     | 45 и 4                                       |
| 54-я истребительная авиационная дивизия      | 26-й истребительный авиационный полк               | Углово, Манушкино                            | И-153, И-16                                  | 52                                           |
| 54-я истребительная авиационная дивизия      | 157-й истребительный авиационный полк              | Левашово                                     | И-16                                         | 38                                           |
| -                                            | 311-й разведывательный авиационный полк            | Сиверская, Вахмайнен, Ленинград              | СБ                                           | 31                                           |

### Северный флот
Северный флот базировался на базах в Баренцевом и Белом морях
| Состав соединений Северного флота по состоянию на 22 июня 1941 | Состав соединений Северного флота по состоянию на 22 июня 1941 |
| Соединение                                                     | В составе соединения |
| -------------------------------------------------------------- | --- |
| 1-й отдельный дивизион эскадренных миноносцев Северного флота  | Эскадренные миноносцы «Гремящий», «Грозный», «Громкий», «Урицкий», «Сокрушительный», «Стремительный» |
| Бригада подводных лодок Северного флота                        | 1-й дивизион подводных лодок (К-1, К-2, Д-3) 3-й дивизион подводных лодок (Щ-401, Щ-402, Щ-403, Щ-404, Щ-421, Щ-422) 4-й дивизион подводных лодок (M-171, M-172, M-173, M-174, M-175, M-176), «В.Куйбышев», Сторожевой корабль «Гроза» |
| Дивизион траления и заграждения Северного флота                | Минные заградители «Мурман», «Пушкин», два тральщика |
| Охрана водного района                                          | 1-й дивизион сторожевых кораблей (Сторожевые корабли «Смерч», «Ураган», «Айсберг») 2-й дивизион сторожевых кораблей («БС-1», «БС-2», «БС-3») Плавбаза «Ветер» 1-й дивизион сторожевых катеров (Сторожевые катера № 111,112,113,121,122,123,131,132,133,141,142,143,151,152) |
| Мурманский укреплённый район Северного флота                   | 1-й отдельный артиллерийский дивизион Северного флота 2-й отдельный артиллерийский дивизион Северного флота 3-й отдельный артиллерийский дивизион Северного флота три пулемётные роты (отдельная, 51-я, 52-я) отдельная танковая рота отдельная местная стрелковая рота отдельная дегазационная рота отдельная инженерная рота автодорожная рота артиллерийская мастерская школа береговой обороны школа ПВО |
| Беломорская военно-морская база                                | «Карл Либкнехт» (в ремонте) флотский полуэкипаж Беломорский гидрографический район Беломорский сектор береговой обороны (4, 5, 12, 13 артиллерийские батареи, полевая батарея, школа береговой обороны, школа ПВО, инженерная рота, инженерный склад, 3 артиллерийские мастерские) 81-й отдельный зенитный артиллерийский дивизион Северного флота                                                           |
| ПВО Северного флота                                            | 4-й отдельный зенитный артиллерийский дивизион Северного флота 5-й отдельный зенитный артиллерийский дивизион Северного флота 6-й отдельный зенитный артиллерийский дивизион Северного флота 58-й отдельный зенитный артиллерийский дивизион Северного флота 10-я и 13-я отдельные роты ВНОС; радиорота |
| Части обеспечения                                              | санитарные, дисциплинарные, финансовые, дисциплинарные части, части связи |
| ВВС Северного флота                                            | см. ниже |

В дальнейшем Северный флот пополнялся, как за счёт передаваемых их других флотов и фронтов частей и кораблей, так и за счёт изъятия и переоборудования в соответствии с мобилизационным планом, судов гражданского флота. В дальнейшем приведены части и корабли, которые были на флоте к началу операции или введены в строй в период операции.

#### Плавсостав
Не приведены посыльные, гидрографические, спасательные, водолазные, санитарные и госпитальные, кабельные, пожарные суда, ледоколы, плавучие базы, транспорты, танкеры, буксиры, мотоботы и иные суда обеспечения
| Соединения и корабли Северного флота                      | Соединения и корабли Северного флота |
| Вид корабля                                               | Корабли |
| --------------------------------------------------------- | --- |
| Эскадренные миноносцы                                     | «В.Куйбышев», «Гремящий»,«Грозный», «Громкий», «Карл Либкнехт», «Сокрушительный», «Стремительный», «Урицкий» |
| Подводные лодки (входили в состав бригады подводных лодок | К-1, К-2, К-3, К-21, К-22, К-23, Л-20, Л-22, Д-3, С-101, С-102, Щ-401, Щ-402, Щ-403, Щ-404, Щ-421, Щ-422, M-171, M-172, M-173, M-174, M-175, M-176, |
| Сторожевые корабли                                        | «Ветер», СКР-10 «Гроза», СКР-11 «Торос», СКР-12 № 71, СКР-12 «Туман», СКР-13 № 72, СКР-13 «Заря», СКР-14 № 73, СКР-14 «Прилив», СКР-15 № 74, СКР-15 «Смерч», СКР-16 № 75, СКР-16 «Ураган», СКР-18 «Литке», СКР-19, СКР-20 «Нептун», СКР-20 «Штиль», СКР-21 № 76, СКР-21 «Град», СКР-22 № 77, СКР-22 «Пассат», СКР-23 № 78, СКР-23 «Муссон», СКР-24 «Айсберг», СКР-25 № 80, СКР-25 «Бриз», СКР-26 № 81, СКР-26 «Игла», СКР-27 «Жемчуг», СКР-28 «Рубин», СКР-29 «Бриллиант», СКР-30 «Сапфир», СКР-70 |
| Минные и сетевые заградители                              | «Канин», «Мурман», «Сосновец», «Пушкин», «Юшар», «Профсоюз» |
| Тральщики (с 16.08.1941 входили в состав бригады траления | Т-879 — Т-899, Т-901 — Т-911, КТ-401 — КТ-415, РТЩ-48 — РТЩ-52 |
| Торпедные катера                                          | ТК-14, ТК-15 |
| Малые охотники                                            | МО-111, МО-112, МО-113, МО-122, МО-123, МО-131, МО-132, МО-133, МО-141, МО-142, МО-143, МО-151, МО-152, МО-153, МО-161, МО-162, МО-163, |
| Сторожевые катера                                         | СК-9 — СК-11, СК-13 — СК-18, СК-21 — СК-23, СК-31, СК-32, СК-40, СК-42, СК-46, СК-211 — СК-219, СК-221 — СК-228, СК-251, СК-252, СК-501 — СК-519, СК-528, СК-529, СК-601 — СК-616, |

#### Береговые части
Не приводятся отдельные дивизионы, роты, отряды, батареи и меньшие части
| Береговые части Северного флота                     | Береговые части Северного флота |
| Часть                                               | В составе части                 |
| --------------------------------------------------- | ------------------------------- |
| 12-я особая бригада морской пехоты Северного флота  |                                 |
| Мурманский укреплённый район Северного флота        |                                 |
| Беломорский укреплённый сектор береговой обороны    |                                 |
| 1-й стрелковый полк Северного флота                 |                                 |
| 2-й стрелковый полк Северного флота                 |                                 |
| Запасной полк стрелковых частей и береговой обороны |                                 |

#### ВВС Северного флота
| ВВС Северного флота                                                                | ВВС Северного флота | ВВС Северного флота                  |
| Часть                                                                              | Место базирования   | Вооружение                           |
| ---------------------------------------------------------------------------------- | ------------------- | ------------------------------------ |
| 72-й смешанный авиационный полк ВВС Северного флота                                | Ваенга              | 4 И-16, 17 И-153, 28 И-15 бис, 11 СБ |
| 118-й морской ближнеразведывательный авиационный полк ВВС Северного флота          |                     | МБР-2, ГСТ, Че-2.                    |
| 49-я отдельная морская разведывательная авиационная эскадрилья ВВС Северного флота |                     | 10 МБР-2                             |
| 24-е отдельное авиационное звено связи                                             |                     | 2 МБР-2                              |

#### Беломорская военная флотилия
Беломорская военная флотилия являлась составной частью Северного флота, до 16 августа 1941 года являлась Беломорской военно-морской базой
В состав флотилии входили дивизион эсминцев и сторожевых кораблей, дивизион минных заградителей, бригада траления, Беломорский сектор береговой обороны.

### Балтийский флот
Балтийский флот принимал участие в боях в ходе операции с её первого дня, однако установить перечень тех войск, которые принимали участие в операции, действуя на севере Финского залива и Карельском перешейке, включая в себя боевые корабли, береговую артиллерию, части ПВО, части морской пехоты, ВВС Балтийского флота, представляется затруднительным. Перечень наиболее крупных соединений и кораблей Балтийского флота и ВВС Балтийского флота можно посмотреть здесь

#### Ладожская военная флотилия
Ладожская военная флотилия являлась составной частью Балтийского флота, сформирована 25 июня 1941 года. На момент формирования имела в своём составе дивизион учебных кораблей из 4 транспортов и 5 парусно-моторных шхун, дивизион катеров и учебно-артиллерийский дивизион. В дальнейшем пополнялась, в таблице приведён плавсостав, действовавший в ходе операции на Ладоге
| Состав Ладожской военной флотилии                               | Состав Ладожской военной флотилии                                                                                        |
| Вид корабля                                                     | Корабли |
| --------------------------------------------------------------- | --- |
| Канонерские лодки (в составе 1-го дивизиона канонерских лодок)  | «Шексна», «Бира», «Нора», «Олекма», «Селемджа», «Бурея», «Лахта», «Сестрорецк»                                           |
| Сторожевые корабли                                              | «Пурга», «Конструктор»                                                                                                   |
| Тральщики (в составе 6-го дивизиона траления)                   | УК-4, № 33, № 35, № 63, № 82                                                                                             |
| Малые охотники                                                  | Катера № 205, 206, 261, 262                                                                                              |
| Катера-тральщики (в составе 13-го дивизиона катеров-тральщиков) | 12 катеров типа КМ и 2 катера типа Р                                                                                     |
| Катера охраны Ладожского канала                                 | Речные катера № 5, 6, 17, 21, 23, 34, 36, 38, 41, 5501, 5504, 5508                                                       |
| Группа судов специального назначения                            | «Шексна», «ТЩ-100», «Ладога», «Мста»                                                                                     |
| Шхуны                                                           | «Учёба», «Практика» |
| Прочие суда                                                     | буксиры «Морской лев», «Орёл», «Никулясы», «Буй», «СЗРП», гидрографическое судно «Сатурн», спасательное судно «Сталинец» |

### Онежская военная флотилия
Онежская военная флотилия действовала на Онежском озере с 7 августа 1941 года. Береговые части и части обеспечения не приводятся
| Состав Онежской военной флотилии                                                    | Состав Онежской военной флотилии                                          |
| Вид                                                                                 | Состав                                                                    |
| ----------------------------------------------------------------------------------- | ------------------------------------------------------------------------- |
| Канонерские лодки (в составе дивизиона канонерских лодок Онежской военной флотилии) | Канонерские лодки КЛ-11 «Огюст Бланки», КЛ-12 «Каляев», КЛ-13 «Ижорец-18» |
| Тральщики                                                                           | Катера-тральщики № 104, № 111                                             |
| Сторожевые корабли                                                                  | СКР-14, СКР-15                                                            |
| ВВС Онежской флотилии                                                               | Смешанная авиационная эскадрилья Онежской флотилии                        |

### Пограничные войска НКВД СССР
| Состав пограничных войск         | Состав пограничных войск                    | Состав пограничных войск                                    | Состав пограничных войск |
| Округ                            | Соединение                                  | Состав                                                      | Место дислокации         |
| -------------------------------- | ------------------------------------------- | ----------------------------------------------------------- | ------------------------ |
| Мурманский пограничный округ     | Управление округа                           | -                                                           | Мурманск                 |
| Мурманский пограничный округ     | 82-й пограничный отряд войск НКВД           | 1,2,3 пограничные комендатуры                               | Мурмаши                  |
| Мурманский пограничный округ     | 100-й пограничный отряд войск НКВД          | 1,2,3 пограничные комендатуры                               | Озерко                   |
| Мурманский пограничный округ     | 101-й пограничный отряд войск НКВД          | 1,2,3,4 пограничные комендатуры                             | Куолоярви                |
| Мурманский пограничный округ     | 1-й Северный отряд пограничных судов НКВД   | дивизион сторожевых катеров, дивизион морских охотников     | Кувшинская Салма         |
| Мурманский пограничный округ     | 17-я отдельная пограничная комендатура      | 1,2,3 пограничные посты                                     | Иоканьга                 |
| Мурманский пограничный округ     | 20-я отдельная пограничная комендатура      | -                                                           | Териберка                |
| Мурманский пограничный округ     | Окружная школа младшего начсостава          | -                                                           | Мурманск                 |
| Мурманский пограничный округ     | Отдельная рота связи                        | -                                                           | Мурманск                 |
| Отдельный морской КПП            | -                                           | Мурманск                                                    |                          |
| Карело-Финский пограничный округ | Управление округа                           | -                                                           | Петрозаводск             |
| Карело-Финский пограничный округ | 1-й пограничный отряд войск НКВД            | 1,2,3 пограничные комендатуры, маневренная группа           | Ухта                     |
| Карело-Финский пограничный округ | 3-й пограничный отряд войск НКВД            | 1,2,3 пограничные комендатуры, маневренная группа           | Сортавала                |
| Карело-Финский пограничный округ | 72-й пограничный отряд войск НКВД           | 1,2,3,4 пограничные комендатуры                             | Оланга                   |
| Карело-Финский пограничный округ | 73-й пограничный отряд войск НКВД           | 1,2,3 пограничные комендатуры, маневренная группа           | Реболы                   |
| Карело-Финский пограничный округ | 80-й пограничный отряд войск НКВД           | 1,2,3 пограничные комендатуры, рота связи                   | Кипринмяки               |
| Карело-Финский пограничный округ | Школа младшего начсостава                   | -                                                           | Петрозаводск             |
| Карело-Финский пограничный округ | Отдельная рота связи                        | -                                                           | Петрозаводск             |
| Карело-Финский пограничный округ | Отдельный КПП «Беломорский»                 | -                                                           | -                        |
| Ленинградский пограничный округ  | Управление округа                           | -                                                           | Ленинград                |
| Ленинградский пограничный округ  | 5-й пограничный отряд войск НКВД            | 1,2 пограничные комендатуры, маневренная группа, рота связи | Энсо                     |
| Ленинградский пограничный округ  | 33-й пограничный отряд войск НКВД           | 1,2,3 пограничные комендатуры                               | Сяккиярви                |
| Ленинградский пограничный округ  | 102-й пограничный отряд войск НКВД          | 1,2,3, пограничные комендатуры, маневренная группа          | Элисенваара              |
| Ленинградский пограничный округ  | 103-й пограничный отряд войск НКВД          | 1,2 пограничные комендатуры                                 | Ремпетти                 |
| Ленинградский пограничный округ  | 1-й Балтийский отряд пограничных судов НКВД | 1,2,3 дивизионы сторожевых катеров, группа рейдовых катеров | Тронгзунд                |
| Ленинградский пограничный округ  | Школа младшего начсостава                   | -                                                           | Ленинград                |
| Ленинградский пограничный округ  | 1-я школа сержантского состава службы собак | -                                                           | Ленинград                |
| Ленинградский пограничный округ  | 5-я морская школа младшего начсостава       | -                                                           | Ленинград                |
| Ленинградский пограничный округ  | Отдельная рота связи                        | -                                                           | Ленинград                |
| Ленинградский пограничный округ  | Отдельный КПП «Выборг»                      | -                                                           | Выборг                   |
| Ленинградский пограничный округ  | Отдельная сапёрная рота                     | -                                                           | Ленинград                |
| Ленинградский пограничный округ  | Отдельный морской КПП                       | -                                                           | Ленинград                |
| Ленинградский пограничный округ  | Ленинградский морской пограничный порт      | -                                                           | Ленинград                |

## Германия
Приведены наиболее крупные соединения и части германских вооружённых сил. Надо иметь в виду, что в операции принимали участие различные специальные части, как то артиллерийские и самоходно-артиллерийские (в том числе из резерва ОКХ), самокатные, железнодорожные, инженерные, сапёрные, понтонно-мостовые, части армейской ПВО и ПВО люфтваффе и прочие. В состав армии под единым немецким командованием входили также и части финских вооружённых сил. Всего к 22 июня 1941 года германские войска к началу операции располагали 88 000 человек личного состава, включая сухопутные войска , войска СС и наземные войска люфтваффе, 114 гусеничными бронированными машинами всех типов, 11 700 автомобилями (не включая гусеничные и полугусеничные бронированные машины и мотоциклы), 578 артиллерийскими орудиями всех калибров, 115 зенитными орудиями всех калибров, 646 миномётами.. В этих данных не учтён личный состав и вооружение Кригсмарине и лётный состав люфтваффе.

### Армия «Норвегия»(Armee Norwegen)
| Соединения в подчинении Армии «Норвегия»                    | Соединения в подчинении Армии «Норвегия»                                                  |
| Корпус                                                      | Пехотные соединения                                                                       |
| ----------------------------------------------------------- | ----------------------------------------------------------------------------------------- |
| 3-й армейский корпус (3 armeijakunta)                       | 3-я пехотная дивизия (3 jalkaväkidivisioona) 6-я пехотная дивизия (6 jalkaväkidivisioona) |
| Горный армейский корпус «Норвегия» (Gebirgs-Korps Norwegen) | 2-я горнопехотная дивизия (2.Geb.Div) 3-я горнопехотная дивизия (3.Geb.Div)               |
| 36-й армейский корпус (XXXVI A.K.)                          | 169-я пехотная дивизия (169.Inf.Div) бригада СС «Норд»                                    |

### 5-й воздушный флот(Luftflotte 5)
Из состава 5-го воздушного флота для действий в Заполярье командованием люфтваффе было выделено так называемое «Авиакомандование Киркенес», под командованием начальника штаба 5-го воздушного флота полковника Нильсена  которое представляло собой сборную различных подразделений, насчитывающую по разным данным от 86-90  до 110 боевых самолётов (не включая транспортные и курьерские)

#### «Авиакомандование Киркенес»
| Подразделения, входящие в состав авиакомандования                                          | Подразделения, входящие в состав авиакомандования |
| Подразделение                                                                              | Вооружение                                        |
| ------------------------------------------------------------------------------------------ | ------------------------------------------------- |
| 4-я группа 1-й учебной эскадры (IV/LG1)                                                    | Ju-87                                             |
| 1-я эскадрилья дальней разведки 124-й разведывательной группы (1.(F)/Aufkl.Gr.124)         | Ju-88, Do-215                                     |
| 1-я эскадрилья ближней разведки 32-й разведывательной группы (1.(F)/Aufkl.Gr.32)           | Hs-126                                            |
| 6-я эскадрилья 30-й бомбардировочной эскадры «Орёл» (6./KG30) (до 16.08.1941)              | Ju-88                                             |
| 4-я эскадрилья 30-й бомбардировочной эскадры «Орёл» (4./KG30) (с 16.08.1941 до 30.09.1941) | Ju-88                                             |
| часть 1-й группы 77-й истребительной эскадры «Туз червей» (I./JG77)                        | Bf-109                                            |
| звено из состава 2-й эскадрильи 76-й тяжёлой истребительной эскадры (2./JG77)              | Bf-110                                            |
| 1-я группа 30-й бомбардировочной эскадры «Орёл» (I./KG30) (с 1 августа 1941)               | Ju-88                                             |
| 2-я группа 30-й бомбардировочной эскадры «Орёл» (II./KG30) (с осени 1941)                  | Ju-88                                             |
| 2-я эскадрилья 26-й бомбардировочной эскадры «Лев» (2./KG26) (с осени 1941)                | He-111                                            |

### Кригсмарине
Военно-морские силы Германии в районе операции входили в состав Командования морской группы «Север» (нем. Marinegruppenkommando Nord), которой в свою очередь было подчинено Командование адмирала в Норвегии нем. Kommandierender Admiral Norwegen, а тому — Адмирал норвежского полярного побережья (нем. Admiral der norwegischen Polarküste). В распоряжении адмирала побережья находился морской комендант Киркенеса (нем. Seekommandant Kirkenes).
| Плавсостав Кригсмаринее                                                                     | Плавсостав Кригсмаринее |
| Тип кораблей                                                                                | Корабли |
| ------------------------------------------------------------------------------------------- | --- |
| Эскадренные миноносцы (6-я флотилия эскадренных миноносцев Кригсмарине) c 10 июля 1941 года | Эскадренные миноносцы Z-4 «Richard Beitzen», Z-7 «Hermann Schoemann», Z-10 «Hans Lody», Z-16 «Friedrich Eckoldt», Z-20 «Karl Galster», учебный корабль «Bremsee» |
| Миноносцы                                                                                   | три норвежских миноносца типа «Стегг» и несколько типа «Гломмен» и «Лауген»                                                                                      |
| Подводные лодки                                                                             | шесть лодок типа U-67, в частности U-451, U-566 |
| Сторожевые корабли                                                                          | около десяти норвежских разных типов |
| Тральщики                                                                                   | 10-15 кораблей типа RT |
| Сторожевые катера                                                                           | около десяти катеров типа быстроходных морских охотников |
| Вспомогательные суда                                                                        | несколько танкеров, транспортов и мотоботов |

## Финляндия
Всего вооружённые силы Финляндии к началу войны насчитывали 470 000 человек (по другим данным 530 тысяч человек.). Юго-Восточная армия насчитывала 220 000 человек; кроме того, финские войска имелись в составе немецкой армии «Норвегия» (всего развёрнуто на границе было около 325 000 человек) В основном войска Финляндии были задействованы на фронте с СССР, но какая-то часть, очевидно, находилась в тыловых районах. На вооружении у финских войск находилось 556 000 обычных и 14 500 скорострельных винтовок, 5400 пулемётов, 13 700 пистолетов-пулемётов, около 3 500 орудий и миномётов (против СССР были задействованы около 2 000), 86 танков, 22 бронеавтомобиля. Кроме того, на складах имелось 355 орудий полевой артиллерии. Военно-морской флот Финляндии состоял из 80 кораблей и катеров различных типов (против СССР были задействованы 52), а также частей береговой обороны, которые на 1 июля 1941 года имела 336 орудий береговой артиллерии. Кроме того, в распоряжении флота на прибрежных позициях было установлено 169 полевых пушек

### Карельская армия
| Соединения в подчинении Карельской армии | Соединения в подчинении Карельской армии |
| Корпус                                   | Пехотные соединения |
| ---------------------------------------- | --- |
| 6-й армейский корпус (6 armeijakunta)    | 7-я пехотная дивизия (7 jalkaväkidivisioona) 19-я пехотная дивизия (19 jalkaväkidivisioona)                                                       |
| 7-й армейский корпус (7 armeijakunta)    | 5-я пехотная дивизия (5 jalkaväkidivisioona) 11-я пехотная дивизия (11 jalkaväkidivisioona) 1-я горнострелковая бригада (1 vorijalkaväkiprikaati) |
| Группа Ойнонена                          | 2-я горнострелковая бригада (2 vorijalkaväkiprikaati) кавалерийская бригада (ratsuväkiprikaati)                                                   |
| Резерв                                   | 1-я пехотная дивизия (1 jalkaväkidivisioona) |

### Юго-Восточная армия
| Соединения в подчинении Юго-Восточной армии | Соединения в подчинении Юго-Восточной армии |
| Корпус                                      | Пехотные соединения |
| ------------------------------------------- | --- |
| 2-й армейский корпус (2 armeijakunta)       | 2-я пехотная дивизия (2 jalkaväkidivisioona) 15-я пехотная дивизия (15 jalkaväkidivisioona) 18-я пехотная дивизия (18 jalkaväkidivisioona)                                                                                   |
| 4-й армейский корпус (4 armeijakunta)       | 4-я пехотная дивизия (4 jalkaväkidivisioona) 8-я пехотная дивизия (8 jalkaväkidivisioona) 10-я пехотная дивизия (10 jalkaväkidivisioona) 12-я пехотная дивизия (12 jalkaväkidivisioona) 163-я пехотная дивизия (163.Inf.Div) |

### Отдельные дивизии
| Отдельные дивизии | Отдельные дивизии                                                                             |
| Корпус            | Пехотные соединения                                                                           |
| ----------------- | --------------------------------------------------------------------------------------------- |
| -                 | 14-я пехотная дивизия (14 jalkaväkidivisioona) 17-я пехотная дивизия (17 jalkaväkidivisioona) |

### ВВС Финляндии
Финляндия располагала 307 самолётами, из которых 206 боевых машин (159 истребителей, 22 бомбардировщика и 25 разведчиков и гидросамолетов) были выделены для войны с СССР. На вооружении финских ВВС состояли 54 Morane-Saulnier MS.406 и MS.410, 6 Caudron C.714, 26 Fiat G.50 Freccia, 43 Brewster F2A Buffalo, 29 Curtiss Hawk 75, 11 Hawker Hurricane MkI, 20 Gladiator MkII, 53 Fokker D.XXI, 2 Koolhoven FK-52, 8 трофейных И-153, 21 Bristol Blenheim, 5 трофейных ДБ-3 и СБ-2, 22 «Фоккер» СХ, 11 Westland Lysander, 3 гидросамолета Junkers W 34, 3 гидросамолёта Blackburn Ripon и один He 115.
Данные приведены по состоянию на июнь-июль 1941
| Части, входящие в состав ВВС, принимавшие участие в операции  | Части, входящие в состав ВВС, принимавшие участие в операции | Части, входящие в состав ВВС, принимавшие участие в операции                    |
| В составе соединения                                          | Подразделение                                                | Вооружение                                                                      |
| ------------------------------------------------------------- | ------------------------------------------------------------ | ------------------------------------------------------------------------------- |
| 1-й полк авиационной поддержки (1 lentorykmentti, LeR1)       | 12-я эскадрилья (12 lentolaivue), LLv12)                     | 3 Gladiator MkII 6 Fokker D.XXI 3 Curtiss Hawk 75                               |
| 1-й полк авиационной поддержки (1 lentorykmentti, LeR1)       | 14-я эскадрилья (14 lentolaivue), LLv14)                     | 9 Gladiator MkII (с июля 1941 3) 8 Fokker D.XXI 6 Curtiss Hawk 75 (с июля 1941) |
| 1-й полк авиационной поддержки (1 lentorykmentti, LeR1)       | 16-я эскадрилья (16 lentolaivue), LLv16)                     | 4 Westland Lysander 5 Fokker D.XXI                                              |
| 2-й истребительный авиационный полк(2 lentorykmentti, LeR2)   | 24-я эскадрилья (24 lentolaivue), LLv24)                     | 33 Brewster F2A Buffalo                                                         |
| 2-й истребительный авиационный полк(2 lentorykmentti, LeR2)   | 26-я эскадрилья (26 lentolaivue), LLv26)                     | 25 Fiat G.50bis Freccia                                                         |
| 2-й истребительный авиационный полк(2 lentorykmentti, LeR2)   | 28-я эскадрилья (28 lentolaivue), LLv28)                     | 30 Morane-Saulnier MS.406                                                       |
| 3-й истребительный авиационный полк(3 lentorykmentti, LeR3)   | 30-я эскадрилья (30 lentolaivue), LLv30)                     | 4 Hawker Hurricane MkI 18 Fokker D.XXI                                          |
| 3-й истребительный авиационный полк(3 lentorykmentti, LeR3)   | 32-я эскадрилья (32 lentolaivue), LLv32)                     | 18 Fokker D.XXI (с июля 1941 18 Curtiss Hawk 75)                                |
| 4-й бомбардировочный авиационный полк(4 lentorykmentti, LeR4) | 42-я эскадрилья (42 lentolaivue), LLv42)                     | 9 Bristol Blenheim MkI                                                          |
| 4-й бомбардировочный авиационный полк(4 lentorykmentti, LeR4) | 44-я эскадрилья (44 lentolaivue), LLv44)                     | 4 ДБ-3 3 Bristol Blenheim MkIV                                                  |
| 4-й бомбардировочный авиационный полк(4 lentorykmentti, LeR4) | 46-я эскадрилья (46 lentolaivue), LLv46)                     | 8 Bristol Blenheim MkI                                                          |

### ВМС Финляндии[12][13]
| Соединенияи и количественный состав ВМС Финляндии | Соединенияи и количественный состав ВМС Финляндии | Соединенияи и количественный состав ВМС Финляндии                                                           | Соединенияи и количественный состав ВМС Финляндии                |
| Вид                                               | Тип                                               | Вооружение                                                                                                  | Наименования                                                     |
| ------------------------------------------------- | ------------------------------------------------- | --- | ---------------------------------------------------------------- |
| Броненосец береговой обороны                      | Vainamoinen                                       | 2x2 — 254-мм орудия, 4x2— 105-мм, 4x1— 40-мм, 2x1— 20-мм зенитных орудия                                    | Vainamoinen, Ilmarinen                                           |
| Канонерская лодка                                 | Hameenmaa                                         | 2x1 — 105-мм, 2x1 — 40-мм, 1x1 — 20-мм орудия                                                               | Hameenmaa, Uusimaa                                               |
| Канонерская лодка                                 | Karjala                                           | 2x1 — 75-мм, 1x1 — 40-мм орудия, 2 пулемёта, 30 мин.                                                        | Karjala, Turunmaa                                                |
| Вспомогательная канонерская лодка                 | -                                                 | 1x1 — 130-мм, 1x1 — 40-мм, 2x1 — 20-мм орудия                                                               | Aunus                                                            |
| Вспомогательная канонерская лодка                 | -                                                 | 1x1 — 130-мм/55, 3x1 — 20-мм орудия                                                                         | Viena                                                            |
| Минный заградитель                                | Louhi                                             | 2 х 75-мм, 2 х 40-мм, 1 х 20-мм орудий, 3 пулемёта, 140 мин                                                 | Louhi                                                            |
| Минный заградитель                                | Ruotsinsalmi                                      | 1 х 75/50-мм орудие, 1 х 40-мм и 2 х 20-мм зенитные орудия, глубинные бомбы, тральное оборудование, 100 мин | Ruotsinsalmi, Riilahti                                           |
| Минный заградитель                                | Pommi                                             | 30-45 мин                                                                                                   | Pommi, Miina, Lieska, Loimu, Paukku                              |
| Минный заградитель                                | переоборудован из торгового                       | 1 х 75 орудие, 60 мин                                                                                       | Baltic, Frei, Poseidon, Suomi                                    |
| Подводная лодка                                   | Vetehinen                                         | 1 х 76/48-мм орудие, 1 х 20-мм зенитное орудие, 6 х 533-мм торпед, 20 мин                                   | Vetehinen, Iku Turso, Vesehiisi                                  |
| Подводная лодка                                   | Vesikko                                           | 1 х 20-мм зенитное орудие, 1 пулемёт, 5 х 533-мм торпед                                                     | Vesikko                                                          |
| Подводная лодка                                   | Saukko                                            | 1 х 12.7-мм пулемёт, 2 х 450-мм торпеды, 6 мин                                                              | Saukko                                                           |
| Торпедный катер                                   | Sisu                                              | 2 пулемёта, 2 х 456-мм торпеды                                                                              | Sisu, Hurja                                                      |
| Торпедный катер                                   | Syoksy                                            | 1 пулемёт, 2 х 456-мм торпеды                                                                               | Syoksy, Nuoli, Vinha, Raju                                       |
| Торпедный катер                                   | Isku                                              | 2 пулемёта, 2 х 456-мм торпеды                                                                              | Isku                                                             |
| Сторожевой катер                                  | VMV                                               | 1 х 20 мм орудие                                                                                            | VMV № 1,2,5,6,8 — 17                                             |
| Тральщик                                          | Rautu                                             | 1 х 75/50-мм орудие, 1 х 20-мм зенитное орудие, 30 мин.                                                     | Rautu, Vilppula                                                  |
| Тральщик                                          | Narvi                                             | 1 х 45/47-мм орудие, 3 х 20-мм зенитных орудия, 40 мин.                                                     | Narvi, Vilppula, Luppi                                           |
| Тральщик                                          | Pukkio                                            | 1 х 45/47-мм орудие, 1 х 20-мм зенитных орудие, 20 мин.                                                     | Pukkio, Porkkala                                                 |
| Тральщик                                          | Viipuri                                           | 2 х 45-мм зенитных орудия, 2 х 12.7-мм пулемёта, тралы.                                                     | Viipuri, № 762—764                                               |
| Катерный тральщик                                 | Ahven                                             | 1 х 20-мм зенитное орудие                                                                                   | Ahven, Kiiski, Kuore, Lohna, Muikku, Sarki                       |
| Катерный тральщик                                 | -                                                 | 1 пулемёт                                                                                                   | Haukka, А-37, А-38, А-40, А-42, А-43, А-44, А-45, AF-2, BVA, BVD |
| Ледокол                                           | -                                                 | 2 х 102/60-мм орудия, 2 х 40-мм зенитных орудия                                                             | Sisu                                                             |
| Ледокол                                           | -                                                 | 2 х 75/50-мм орудия                                                                                         | Otso                                                             |
| Ледокол                                           | -                                                 | 4 х 102/60-мм орудия, 2 х 20-мм зенитных орудия                                                             | Jaakarhu                                                         |
| Ледокол                                           | -                                                 | 3 х 120-мм орудия                                                                                           | Voima                                                            |
| Ледокол                                           | -                                                 | 2 х 120-мм орудия                                                                                           | Tarmo                                                            |
| Ледокол                                           | -                                                 | 2 х 75/50-мм орудия                                                                                         | Apu                                                              |
| Ледокол                                           | -                                                 | 3 х 120-мм орудия                                                                                           | Sampo                                                            |
| Ледокол                                           | -                                                 | 2 х 75/50-мм орудия                                                                                         | Murtaja                                                          |
| Сторожевой корабль                                | -                                                 | различное                                                                                                   | Uisko, Tursas, Aura-1, Suursaari, Turku                          |

#### Ладожская озёрная флотилия
С выходом финских войск на побережье Ладожского озера сразу была начата переброска на Ладогу корабельного состава. К 6 августа 1941 года было переправлено около 150 катеров, 2 буксира и 4 самоходных парома

#### Онежская озёрная флотилия
С выходом финских войск на побережье Онежского озера в первые дни октября 1941 года сразу была начата переброска на Онегу моторных катеров и переоборудование захваченных советских пароходов. Сколько судов было переброшено и переоборудовано к 10 октября 1941 года (дата окончания операции в соответствии с советской историографией) неизвестно, в таблице приведены суда переоборудованные и переброшенные в начале существования флотилии.
| Соединенияи и количественный состав Онежской флотилии | Соединенияи и количественный состав Онежской флотилии | Соединенияи и количественный состав Онежской флотилии | Соединенияи и количественный состав Онежской флотилии |
| Вид                                                   | Тип                                                   | Вооружение                                            | Наименования                                          |
| ----------------------------------------------------- | ----------------------------------------------------- | ----------------------------------------------------- | ----------------------------------------------------- |
| Катер                                                 | -                                                     | различное                                             | 10 катеров без наименования                           |
| -                                                     | переоборудован из торгового                           | 3 х 75, 3 х 20-мм орудия                              | Курхумяки                                             |
| -                                                     | переоборудован из торгового                           | 2 х 75, 3 х 20-мм орудия                              | Контупохьа                                            |
| -                                                     | переоборудован из малого буксира                      | 1 — 2 х 45, 1 х 20-мм орудия                          | Илмари, Вяйне, Эркки, Урхо, Лимо                      |